# Hilde Brenni
Hilde Brenni, född 9 juni 1926, död 1 november 2010, var en norsk skådespelare.
Brenni var engagerad vid Trøndelag Teater, Folketeatret, Det norske teatret, Oslo Nye Teater, Det Nye Teater, Nationaltheatret, Riksteatret och Nordland Teater. Hon medverkade även i fyra filmer och en TV-serie 1956–1998.

## Filmografi
- 1956 – Kvinnens plass
- 1958 – I slik en natt
- 1979–1980 – Hjemme hos oss (TV-serie)
- 1994 – Bikinisesongen
- 1998 – Ollie Alexander Tiddly-Om-Pom-Pom